# 시라이시 하루카
시라이시 하루카(일본어: 白石 晴香, 1995년 4월 8일 ~ )는 일본의 여자 성우, 배우이다. 토이즈 팩토리 소속. 도쿄도 출신.

## 출연작품

### 애니메이션
2015년
- 건어물 여동생! 우마루짱 - 모토바 키리에

2016년
- 언해피♪ - 히바리가오카 루리
- 평범한 여학생이 지역 아이돌을 해 보았다 - 배역 불명

2018년
- 골든 카무이 - 아시리파
- 아니마 엘! - 우시쿠 카나
- 뿌까 - 뿌까 (후지 TVA),

2019년
- 우리는 공부를 못해 - 후루하시 후미노
- 모브사이코 100 Ⅱ - 친구
- 레이튼 미스터리 탐정사 ~카트리의 수수께끼 풀이 파일~ - 라라
- 마법소녀 특수전 아스카 - 아스트로로져
- 귀멸의 칼날 - 무잔의 딸
- 나를 좋아하는 건 너뿐이냐 - 히나타 아오이(히마와리)

2020년
- 힐링굿♡ 프리큐어 - 라떼
- 뒤떨어진 후르츠 타르트　- 누쿠이 하유
- 신 사쿠라 대전 - 레이라 M 루슈코바
- 마왕학원의 부적합자 - 노노 이노아

2021년
- WIXOSS DIVA (A) LIVE - 사키가케 레이
- 원더 에그 프라이어리티 - 오오토 타에

2023년
- 제물공주와 짐승의 왕 - 오세롯드 (少)
- 극장판 프리큐어 올스타즈 F - 라테

### 게임
- Another Eden: 시공을 넘는 고양이 - 베이나
- 아이돌마스터 샤이니 컬러즈 - 소노다 치요코
- 벽람항로 - 아가노, 르 말랭
- 소녀전선 - S-ACR, VHS
- 명일방주 - 아이리스